# Reichstagswahlkreis Freie Hansestadt Bremen

Die Wahlkreisaufteilung des Deutschen Reichs.

Der Reichstagswahlkreis Freie Hansestadt Bremen (in der reichsweiten Durchnummerierung auch Reichstagswahlkreis 379; auch Reichstagswahlkreis Bremen genannt) war der Reichstagswahlkreis der Freien Hansestadt Bremen für die Reichstagswahlen im Deutschen Reich und im Norddeutschen Bund von 1867 bis 1918.

## Wahlkreiszuschnitt
Er umfasste das Gebiet der Freien Hansestadt Bremen.
| Jahr | Einwohner |
| ---- | --------- |
| 1890 | 180.443   |
| 1895 | 196.404   |
| 1900 | 223.882   |
| 1905 | 263.440   |
| 1910 | 298.526   |

|      | Landwirtschaft | Industrie und Gewerbe | Handel und Dienstleistungen |
| ---- | -------------- | --------------------- | --------------------------- |
| 1895 | 8,5            | 47,5                  | 44,0                        |
| 1907 | 7,5            | 46,3                  | 46,2                        |

|      | Evangelisch | Katholisch |
| ---- | ----------- | ---------- |
| 1890 | 94,2        | 4,6        |
| 1905 | 91,1        | 7,5        |
| 1910 | 86,7        | 7,4        |

## Abgeordnete
| Wahl                                 | Abgeordneter           | Partei                        | Bild |
| ------------------------------------ | ---------------------- | ----------------------------- | ---- |
| Reichstagswahl Februar 1867 bis 1871 | Hermann Heinrich Meier | Nationalliberale Partei       |      |
| Reichstagswahl 1871 bis 1881         | Alexander Georg Mosle  | Nationalliberale Partei       | 0    |
| Reichstagswahl 1881 bis 1887         | Hermann Heinrich Meier | Nationalliberale Partei       |      |
| Reichstagswahl 1887 bis 1890         | Constantin Bulle       | Deutsche Fortschrittspartei   | 0    |
| Reichstagswahl 1890 bis 1893         | Julius Bruhns          | SPD                           | 0    |
| Reichstagswahl 1893 bis 1903         | Hermann Frese          | Freisinnige Vereinigung (FVg) | 0    |
| Reichstagswahl 1903 bis 1907         | Hinrich Schmalfeldt    | SPD                           | 0    |
| Reichstagswahl 1907 bis 1912         | Hinrich Hormann        | FVP                           | 0    |
| Reichstagswahl 1907 bis 1912         | Alfred Henke           | SPD                           |      |

## Wahlen

### 1867 (Februar)
Es fand nur ein Wahlgang statt. Die Zahl der gültigen Stimmen betrug 15.553.
| Kandidat               | Partei | Stimmen | in % | Anmerkungen |
| ---------------------- | ------ | ------- | ---- | ----------- |
| Hermann Heinrich Meier | NLP    | 10.525  | 0    | 0           |

### 1867 (August)
Es fand nur ein Wahlgang statt. Die Zahl der gültigen Stimmen betrug 7665.
| Kandidat               | Partei | Stimmen | in % | Anmerkungen |
| ---------------------- | ------ | ------- | ---- | ----------- |
| Hermann Heinrich Meier | NLP    | 4578    | 0    | 0           |

### 1871
Es fand nur ein Wahlgang statt. Die Zahl der Wahlberechtigten betrug 21.954. Die Zahl der abgegebenen gültigen Stimmen betrug 9516, 129 Stimmen waren ungültig. Die Wahlbeteiligung belief sich auf 43,9 %.
| Kandidat              | Partei   | Stimmen | in % | Anmerkungen |
| --------------------- | -------- | ------- | ---- | ----------- |
| Alexander Georg Mosle | NLP      | 5302    | 0    | 0           |
| Hasselmann            | S (Lass) | 1506    | 0    |             |
| 0                     | Sonstige | 37      | 0    | 0           |

### 1874
Es fand nur ein Wahlgang statt. Die Zahl der Wahlberechtigten betrug 25.730. Die Zahl der abgegebenen gültigen Stimmen betrug 17.048, 123 Stimmen waren ungültig. Die Wahlbeteiligung belief sich auf 66,7 %.
| Kandidat               | Partei   | Stimmen | in % | Anmerkungen |
| ---------------------- | -------- | ------- | ---- | ----------- |
| Alexander Georg Mosle  | NLP      | 8867    | 0    | 0           |
| Hermann Heinrich Meier | NLP      | 5033    | 0    | 0           |
| Carl Wilhelm Tölcke    | S (Lass) | 3135    | 0    |             |
| 0                      | Sonstige | 13      | 0    | 0           |

### 1877
Es fand nur ein Wahlgang statt. Die Zahl der Wahlberechtigten betrug 30.395. Die Zahl der abgegebenen gültigen Stimmen betrug 19.208, 134 Stimmen waren ungültig. Die Wahlbeteiligung belief sich auf 63,6 %.
| Kandidat              | Partei   | Stimmen | in % | Anmerkungen |
| --------------------- | -------- | ------- | ---- | ----------- |
| Alexander Georg Mosle | NLP      | 12.328  | 0    | 0           |
| W. Frick              | S        | 6760    | 0    |             |
| 0                     | Sonstige | 120     | 0    | 0           |

### 1878
Es fand nur ein Wahlgang statt. Die Zahl der Wahlberechtigten betrug 31.404. Die Zahl der abgegebenen gültigen Stimmen betrug 20.812, 129 Stimmen waren ungültig. Die Wahlbeteiligung belief sich auf 66,7 %.
| Kandidat              | Partei            | Stimmen | in % | Anmerkungen |
| --------------------- | ----------------- | ------- | ---- | ----------- |
| Alexander Georg Mosle | NLP               | 14.293  | 0    | 0           |
| W. Frick              | S                 | 6304    | 0    |             |
| Ludwig Windthorst     | Zentrum           | 131     | 0    |             |
|                       | Christlich-Sozial | 40      | 0    |             |
| 0                     | Sonstige          | 44      | 0    | 0           |

Am 12. Juli 1879 trat Mosle aus der NLP-Fraktion aus.

### 1881
Es fand nur ein Wahlgang statt. Die Zahl der Wahlberechtigten betrug 30.832. Die Zahl der abgegebenen gültigen Stimmen betrug 19.807, 107 Stimmen waren ungültig. Die Wahlbeteiligung belief sich auf 64,6 %.
| Kandidat               | Partei   | Stimmen | in % | Anmerkungen |
| ---------------------- | -------- | ------- | ---- | ----------- |
| Hermann Heinrich Meier | NLP      | 13.329  | 0    | 0           |
| W. Frick               | S        | 4616    | 0    |             |
| Ludwig Windthorst      | Zentrum  | 63      | 0    |             |
| Heinrich von Kusserow  | Kons     | 1760    | 0    |             |
| 0                      | Sonstige | 37      | 0    | 0           |

### 1884
Es fand nur ein Wahlgang statt. Die Zahl der Wahlberechtigten betrug 32.206. Die Zahl der abgegebenen gültigen Stimmen betrug 20.906, 103 Stimmen waren ungültig. Die Wahlbeteiligung belief sich auf 65,2 %.
| Kandidat               | Partei   | Stimmen | in % | Anmerkungen |
| ---------------------- | -------- | ------- | ---- | ----------- |
| Hermann Heinrich Meier | NLP      | 10.526  | 0    | 0           |
|                        | S        | 4880    | 0    |             |
|                        | Zentrum  | 197     | 0    |             |
|                        | F        | 5250    | 0    |             |
| 0                      | Sonstige | 53      | 0    | 0           |

### 1887
1887 fanden zwei Wahlgänge statt. Die Zahl der Wahlberechtigten betrug 34.232. Im ersten Wahlgang betrug die Zahl der abgegebenen Stimmen 27.884, 60 Stimmen waren ungültig, die Wahlbeteiligung 81,6 %.
| Kandidat         | Partei  | Stimmen | in % | Anmerkungen |
| ---------------- | ------- | ------- | ---- | ----------- |
|                  | NLP     | 11.893  | 0    | 0           |
| Constantin Bulle | DFP     | 7997    | 0    | 0           |
|                  | Zentrum | 236     | 0    | 0           |
|                  | SPD     | 7743    | 0    | 0           |
| Sonstige         | 0       | 15      | 0    | 0           |

Im zweiten Wahlgang gab es 28.570 abgegebene Stimmen, 50 Stimmen waren ungültig und eine Wahlbeteiligung von 83,6 %.
| Kandidat         | Partei | Stimmen | in % | Anmerkungen |
| ---------------- | ------ | ------- | ---- | ----------- |
|                  | NLP    | 12.825  | 0    | 0           |
| Constantin Bulle | DFP    | 15,745  | 0    | 0           |

### 1890
Die liberalen Parteien versuchten sich vor der Wahl auf Christoph Hellwig Papendieck als gemeinsamen Kandidaten zu einigen. Da die DFP aber forderte, Papendieck müsse erklären, sich in keinem Fall der Fraktion der NLP anzuschließen, Papendieck sich diese Option aber offen halten wollte, stellte die DFP einen eigenen Kandidaten auf, der auch vom Zentrum unterstützt wurde.
Es fanden zwei Wahlgänge statt. Die Zahl der Wahlberechtigten betrug 36.699. Im ersten Wahlgang betrug die Zahl der abgegebenen Stimmen 30.514, 46 Stimmen waren ungültig, die Wahlbeteiligung lag bei 83,1 %.
| Kandidat                     | Partei     | Stimmen | in %   | Anmerkungen |
| ---------------------------- | ---------- | ------- | ------ | ----------- |
| Wilhelm Theodor Barth        | DFP        | 4099    | 13,5 % | 0           |
| Christoph Hellwig Papendieck | Unabhängig | 11.501  | 37,7 % | 0           |
| Julius Bruhns                | SPD        | 14.843  | 48,7 % | 0           |
| Sonstige                     | 0          | 25      | 0,1 %  | 0           |

Im zweiten Wahlgang gab es 32.411 abgegebene Stimmen, 113 Stimmen waren ungültig und die Wahlbeteiligung betrug 88,3 %. Die DFP rief zur Wahl von Papendieck auf.
| Kandidat                     | Partei     | Stimmen | in %   | Anmerkungen |
| ---------------------------- | ---------- | ------- | ------ | ----------- |
| Christoph Hellwig Papendieck | Unabhängig | 15.895  | 49,2 % | 0           |
| Julius Bruhns                | SPD        | 16.403  | 50,8 % | 0           |

### 1893
Bei der Reichstagswahl 1893 gelang die Einigung auf einen einzigen liberalen Kandidaten. Hermann Frese verpflichtete sich der Fraktion der FVg beizutreten und wurde von allen drei liberalen Parteien sowie den Konservativen und dem Zentrum (die beiden letzteren spielten in Bremen keine große Rolle) unterstützt.
Es fand nur ein Wahlgang statt. Die Zahl der Wahlberechtigten betrug 38.902. Die Zahl der abgegebenen gültigen Stimmen betrug 34.285, 90 Stimmen waren ungültig. Die Wahlbeteiligung belief sich auf 88,1 %.
| Kandidat                | Partei | Stimmen | in %   | Anmerkungen |
| ----------------------- | ------ | ------- | ------ | ----------- |
| Leopold Heinrich Müller | DRP    | 555     | 1,6 %  | 0           |
| Hermann Frese           | FVg    | 19.030  | 55,7 % | 0           |
| Julius Bruhns           | SPD    | 14.572  | 42,6 % | 0           |
| Sonstige                | 0      | 38      | 0,1 %  | 0           |

### 1898
Auch bei der Reichstagswahl 1898 unterstützen alle liberalen Parteien, Konservative und Zentrum Frese.
Es fand nur ein Wahlgang statt. Die Zahl der Wahlberechtigten betrug 44.965. Die Zahl der abgegebenen gültigen Stimmen betrug 40.078, 97 Stimmen waren ungültig. Die Wahlbeteiligung belief sich auf 89,1 %.
| Kandidat                | Partei | Stimmen | in %   | Anmerkungen |
| ----------------------- | ------ | ------- | ------ | ----------- |
| Georg Wilhelm Vielhaben | DSR    | 383     | 1,0 %  | 0           |
| Hermann Frese           | FVg    | 20.924  | 52,3 % | 0           |
| Hinrich Schmalfeldt     | SPD    | 18.638  | 46,6 % | 0           |
| Sonstige                | 0      | 38      | 0,1 %  | 0           |

### 1903
Es fand nur ein Wahlgang statt. Die Zahl der Wahlberechtigten betrug 53.480. Die Zahl der abgegebenen gültigen Stimmen betrug 49.307, 220 Stimmen waren ungültig. Die Wahlbeteiligung belief sich auf 92,2 %.
| Kandidat            | Partei | Stimmen | in %   | Anmerkungen |
| ------------------- | ------ | ------- | ------ | ----------- |
| Hermann Frese       | FVg    | 23.993  | 48,9 % | 0           |
| Hinrich Schmalfeldt | SPD    | 25.076  | 51,1 % | 0           |
| Sonstige            | 0      | 18      | 0,1 %  | 0           |

### 1907
Der Versuch, erneut einen gemeinsamen Kandidaten der Liberalen und der Rechten zu bestimmen, war nicht erfolgreich. Der liberale Kandidat Hormann stand am linken Rand des Spektrums der liberalen Parteien, daher stellten BdL, Mittelstandspartei und Antisemiten den Landwirt Depken als eigenen Kandidaten auf.
Es fanden zwei Wahlgänge statt. Die Zahl der Wahlberechtigten betrug 60.963. Im ersten Wahlgang betrug die Zahl der abgegebenen Stimmen 56.761, 233 Stimmen waren ungültig, die Wahlbeteiligung lag bei 93,1 %.
| Kandidat               | Partei | Stimmen | in %   | Anmerkungen |
| ---------------------- | ------ | ------- | ------ | ----------- |
| Johann Hinrich Hormann | FVP    | 28.006  | 49,6 % | 0           |
| Johann Depken          | BdL    | 1142    | 2,0 %  | 0           |
| Hinrich Schmalfeldt    | SPD    | 27.362  | 48,4 % | 0           |
| Sonstige               | 0      | 18      | 0,0 %  | 0           |

In der Stichwahl rief der BdL zur Wahl von Horman auf.
Im zweiten Wahlgang gab es 57.259 abgegebene Stimmen, 163 Stimmen waren ungültig und die Wahlbeteiligung betrug 93,9.
| Kandidat               | Partei | Stimmen | in %   | Anmerkungen |
| ---------------------- | ------ | ------- | ------ | ----------- |
| Johann Hinrich Hormann | FVP    | 29.405  | 51,5 % | 0           |
| Hinrich Schmalfeldt    | SPD    | 27.691  | 48,5 % | 0           |

### 1912
Es fand nur ein Wahlgang statt. Die Zahl der Wahlberechtigten betrug 74.449. Die Zahl der abgegebenen gültigen Stimmen betrug 67.414, 286 Stimmen waren ungültig. Die Wahlbeteiligung belief sich auf 90,6 %.
| Kandidat               | Partei | Stimmen | in %   | Anmerkungen |
| ---------------------- | ------ | ------- | ------ | ----------- |
| Johann Hinrich Hormann | FVP    | 27.791  | 41,4 % | 0           |
| Franz Schlunk          | CS     | 3397    | 5,1 %  | Kaufmann    |
| Józef Chociszewski     | Polen  | 58      | 0,1 %  | 0           |
| Alfred Henke           | SPD    | 35.862  | 53,4 % | 0           |
| Sonstige               | 0      | 18      | 0,0 %  | 0           |